# یواس‌اس ریلیف (۱۹۰۴)
یواس‌اس ریلیف (۱۹۰۴) (به انگلیسی: USS Relief (1904)) یک کشتی بود که طول آن ۱۱۷ فوت ۷ اینچ (۳۵٫۸۴ متر) بود. این کشتی در سال ۱۹۰۴ ساخته شد.